# Johann Joseph Hoffmann

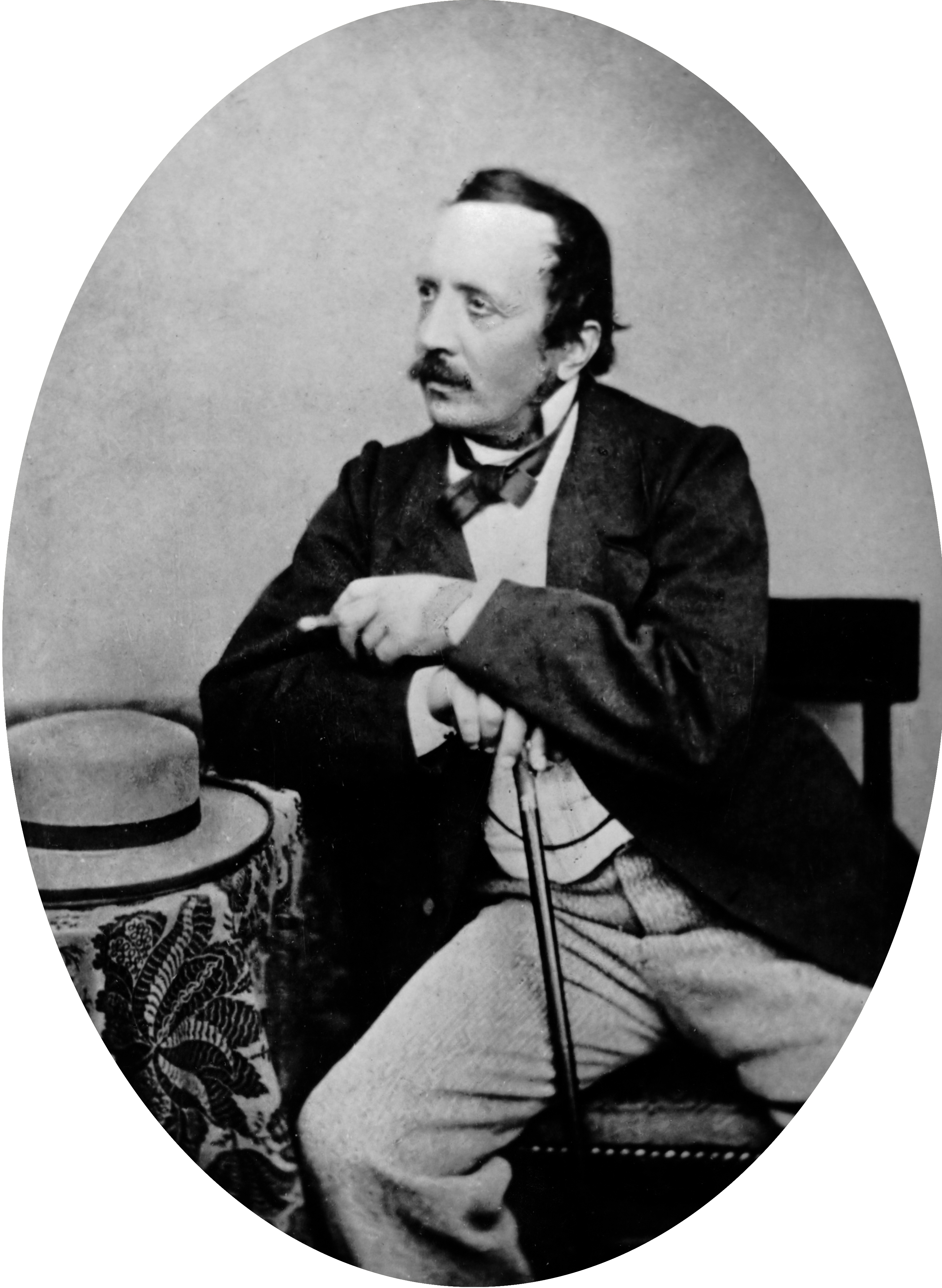
Johan Joseph Hoffmann

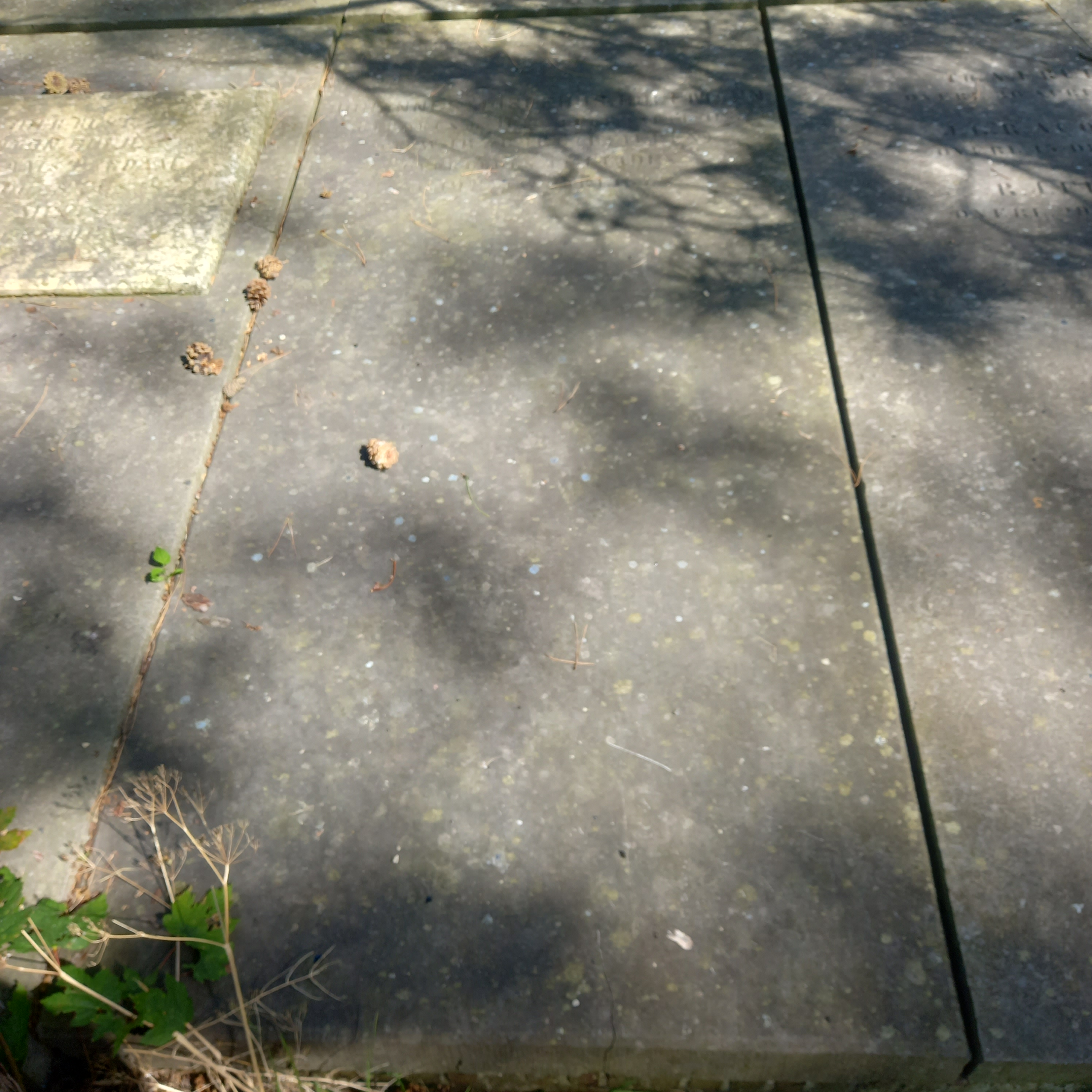
Das Grab von Johann Joseph Hoffmann auf dem Friedhof Groenesteeg in Leiden

Johann Joseph Hoffmann (* 16. Februar 1805 in Würzburg; † 23. Januar 1878 in Den Haag) war ein deutscher Philologe sowie namhafter Kenner der chinesischen und japanischen Sprache.
Hoffmann studierte in Würzburg Philologie und wandte sich dann nach Holland, wo er die chinesische und die japanische Sprache studierte. In der Folge wurde er am 21. März 1855 zum Honorarprofessor der genannten Sprachen an der Universität Leiden ernannt. Er starb am 23. Januar 1878 in Den Haag.
Von seinen Veröffentlichungen sind der Catalogus librorum et manuscriptorum japonicorum (Leiden 1845) und die Japanische Sprachlehre (nach der holländischen Ausgabe von 1868 ins Deutsche übertragene Ausgabe Leiden 1877; Nachtrag: Japanische Studien, 1878) hervorzuheben.
Mit dem Naturforscher Philipp Franz von Siebold verband er sich zur Herausgabe des umfangreichen Werkes Nippon. Archiv zur Beschreibung von Japan und dessen Neben und Schutzländern: Jezo mit den südlichen Kurilen, Krafto, Koorai und den Liukiu-Inseln, nach japanischen und europäischen Schriften und eigenen Beobachtungen bearbeitet. Leiden 1832–1851 (20 Sektionen).
Er war korrespondierendes Mitglied der Preußische Akademie der Wissenschaften und ordentliches Mitglied der Königlich Niederländischen Akademie der Wissenschaften.